# 愛の歌 (松山千春の曲)
「愛の歌」（あいのうた）は、松山千春が2011年10月5日にリリースした69枚目のシングル。

## 解説
表題曲「愛の歌」は、北海道文化放送『のりゆきのトークDE北海道』のエンディングテーマとして使用された。

## 収録曲
| 全作詞・作曲: 松山千春、全編曲: 夏目一朗。 |                                    |          |            |      |
| #                                          | タイトル                           | 作詞     | 作曲・編曲 | 時間 |
| 1.                                         | 「愛の歌」                         | 松山千春 | 松山千春   | 3:52 |
| 2.                                         | 「白い雪は」                       | 松山千春 | 松山千春   | 4:19 |
| 3.                                         | 「愛の歌」(オリジナル・カラオケ)   | 松山千春 | 松山千春   | 3:52 |
| 4.                                         | 「白い雪は」(オリジナル・カラオケ) | 松山千春 | 松山千春   | 4:15 |
| 合計時間:                                  | 合計時間:                          | 16:18    |            |      |